# Židé ve Švýcarsku

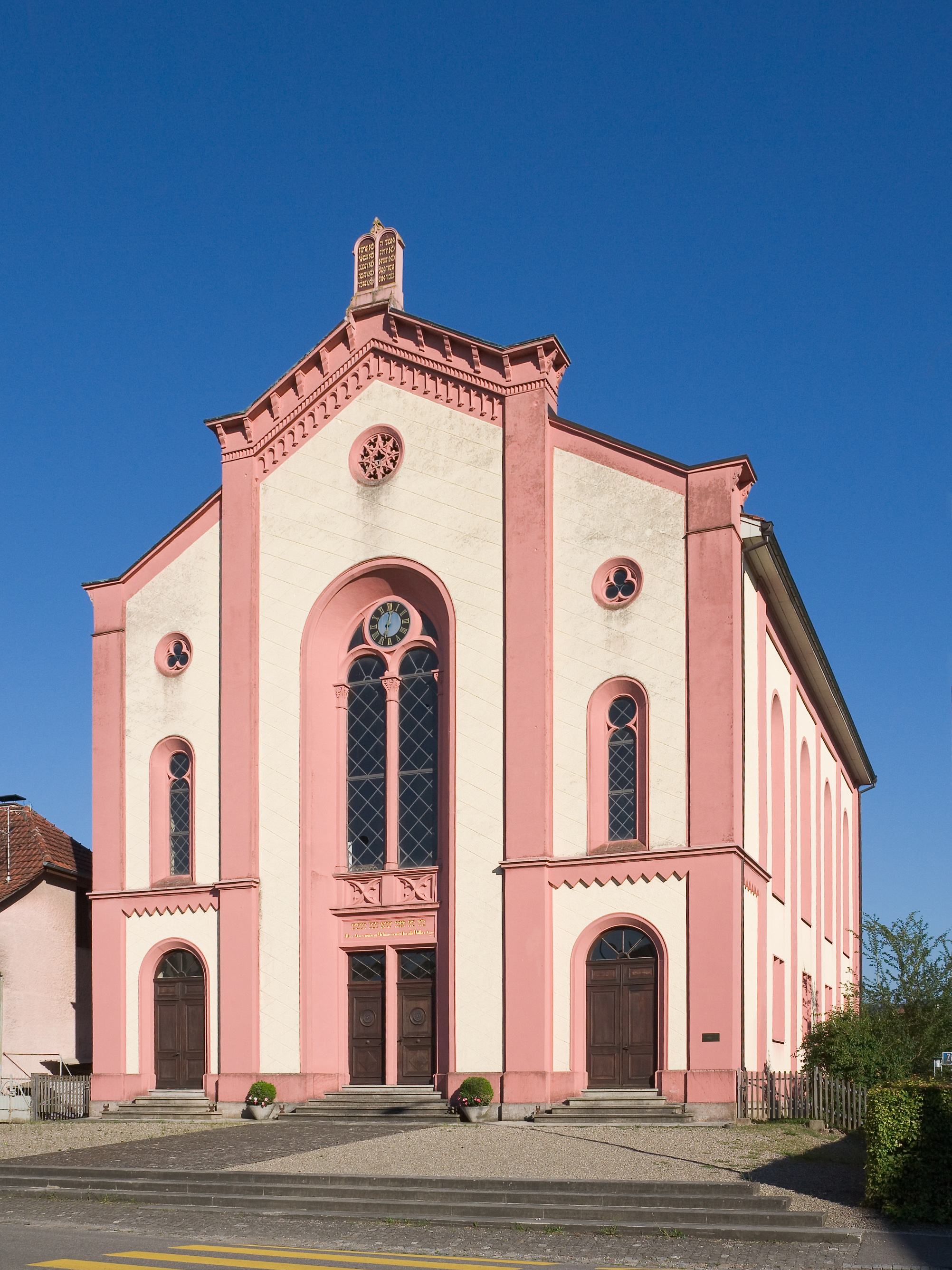
Synagoga ve městě Lengnau.

Židé ve Švýcarsku patří mezi prosperující židovskou komunitu, čítající v současnosti přibližně 20 000 obyvatel – což je přibližně 0,3% celkové populace. Největší počet osob židovského vyznání je v kantonu Curych. Za pestré složení populace vděčí Švýcarsko množství imigrantů. Aškenázskou část tvoří převážně osoby, imigrující z Maďarska a Československa po sovětských invazích. Sefardskou část pak tvoří osoby z Egypta a severní Afriky. Přestože židé ve Švýcarsku nejsou významně početní, jsou velice spjati se svou zemí a jsou dobře organizovaní. Ve Švýcarsku se nachází Švýcarská federace židovských obcí (The Swiss Federation of Jewish Communities – FSCI). Ta sdružuje veškeré židovské obce ve Švýcarsku všech náboženských proudů (od liberálů až po ortodoxní židy). Od roku 1999 bylo Švýcarsko jednou z prvních zemí na světě s židovskou prezidentkou – Ruth Dreifussovou. Židé hrají důležitou roli v textilním průmyslu a výrobě hodinek.